# 79810 Giancarlociani
79810 Giancarlociani este o planetă minoră (asteroid), cu un diametru de 5,939 km, din centura de asteroizi. A fost descoperită pe 15 noiembrie 1998 la osservatorio astronomico della Montagna Pistoiese⁠(d) de Maura Tombelli⁠(d). 
Obiectul prezintă o orbită caracterizată de o semiaxă mare de 2,6622094317549 UAi, o excentricitate de 0,23132521453399, o înclinație de 14,77866346052 ° în raport cu ecliptica.